# 余光超

余光超，福建清流縣人，清朝政治人物、進士出身。
嘉慶十年（1805年）乙丑科進士，擔任山西和順縣知县。